# Брижчук Антон Анатолійович
Антон Анатолійович Брижчук (нар. 29 червня 1998, Вінниця, Україна) — український футболіст, нападник вінницької «Ниви».

## Кар'єра гравця
Вихованець вінницьких клубів «Нива» та ВОДЮСШ. Дорослу футбольну кар'єру розпочав у сезоні 2014/15 років у чемпіонаті Вінницької області. Наступного сезону захищав кольори аматорського футзального клубу «Блік» з обласного центру. По ходу сезону приєднався до аматорського колективу ФК «Вінниця», у складі якого виступав в обласному чемпіонаті та аматорському чемпіонаті України. Сезон 2016/17 років розпочав у складі «Факела» (Липовець). Під  час зимової перерви сезону 2016/17 років виїхав до Словаччини, де грав за нижчоліговий колектив «Велике Капушани».
У 2017 році повернувся до України, де став гравцем оновленого «Кристалу». Разом з херсонським колективом пройшов шлях від чемпіонату області до Другої ліги України. На початку липня 2018 року підписав з клубом професіональний контракт. Дебютував за херсонський клуб на професіональному рівні 18 липня 2018 року в переможному (1:0) виїзному поєдинку першого кваліфікаційного раунду кубку України проти новокаховської «Енергії». Антон вийшов на поле в стартовому складі, а на 67-й хвилині його замінив Олександр Михайлов. У Другій лізі дебютував 22 липня 2018 року в переможному (1:0) домашньому поєдинку 1-о туру групи Б Другої ліги проти «Миколаєва-2». Брижчук вийшов на поле на 61-й хвилині, замінивши Данила Черкашенка. Дебютним голом у «Кристалі» відзначився 6 жовтня 2018 року на 36-й хвилині переможного (5:0) виїзного поєдинку 12-о туру групи Б Другої ліги проти «Нікополя». Антон вийшов на поле в стартовому складі, а на 67-й хвилині його замінив Андрій Горбовський. У складі херсонського клубу зіграв 25 матчів (4 голи) у Другій лізі та 3 матчі (1 гол) у кубку України.
Напередодні старту сезону 2019/20 років перебрався у «Ниву». Дебютував у футболці вінницького клубу 27 липня 2019 року в програному (0:1) виїзному поєдинку 1-о туру групи А Другої ліги проти житомирського «Полісся». Антон вийшов на поле в стартовому складі, а на 75-й хвилині його замінив Андрій Рогозін. Дебютним голом за «Ниву» відзначився 27 жовтня 2019 року на 76-й хвилині переможного (2:0) виїзного поєдинку групи А Другої ліги проти «Ужгорода». Брижчук вийшов на поле в стартовому складі, а на 89-й хвилині його замінив Андрій Рогозін.
17 серпня 2020 року поповнив склад вишгородського «Діназу».
12 липня 2021 року повернувся до вінницької «Ниви». 

## Особисте життя
Стариший брат, Тимофій, також професіональний футболіст. Разом з Андрієм захищає кольори вінницької «Ниви».